# Eduardo Pereyra (político)
Eduardo Fabián Pereyra (Montevideo, 17 de mayo de 1966) es un político uruguayo de extracción sindicalista, perteneciente al Frente Amplio. Desde el año 2015, es el director general del Instituto Nacional de Empleo y Formación Profesional (INEFOP) y de la Dirección Nacional de Empleo.

## Trayectoria
En 1988 ingresó como empleado de la Empresa Cutcsa el 30 de julio de 1986 egresando de la misma en 2005.
Miembro de la mesa directiva (Unión de Trabajadores de CUTCSA). Posteriormente ingresa como Secretario de Propaganda y Delegado al Tribunal Disciplinario luego se desempeña como responsable de Formación Profesional y Relacionamiento con la Universidad de la República. En 1995 integró la dirección del Instituto Cuesta Duarte del PIT-CNT.
Fue Secretario General de la Unión Trabajadores de CUTCSA (UTC) y entre 1997 y 2005 fue Secretario General de UNOTT (Unión Nacional de Obreros y Trabajadores del Transporte) y miembro del Consejo Técnico Sindical del Instituto Cuesta-Duarte del PIT-CNT. Fue miembro de la Mesa Representativa del PIT-CNT y miembro del Secretariado Ejecutivo del PIT-CNT como Secretario de Organización, a propuesta de José D'Elía.
Participa en la celebración de los primeros Convenios de Asalariados Rurales del Uruguay (Frigorífico Pul en Melo, Mi Granja empresa hortifrutícola de San José, Frigorífico Tacuarembó,  Empresa Milagros de Young). y demás proyectos varios relacionados con la formación profesional de los trabajadores y emprendimiento de varios programas en este sentido.
Siendo integrante del ejecutivo del PIT-CNT, fue Secretario de Organización y de la Secretaría de Empleo en el mismo. Desde 2001 y hasta 2005 fue delegado por el PIT-CNT ante la Junta Nacional de Empleo (Junae).
En 2004 fue elegido edil departamental de Montevideo y al año siguiente primer vicepresidente de la Junta Departamental de Montevideo.
En el terreno vinculado a la memoria frente a los desaparecidos que dejó la dictadura hizo entrega en nombre del PIT-CNT, de informes y declaraciones como pruebas sobre el Plan Cóndor y la coordinación de las dictaduras de la región, ante el Juez Baltasar Garzón sobre los desaparecidos de Uruguay durante la dictadura en el año 1998.
Fue candidato a diputado de la república en la fórmula 775005 junto a José Bayardi para las Elecciones presidenciales de 2014.
Actualmente, se desempeña como Director Nacional de Empleo y como Presidente del Instituto Nacional de Empleo y Formación Profesional.